# Cerkiew św. Michała Archanioła w Dunedin
Cerkiew św. Michała Archanioła – prawosławna cerkiew parafialna w Dunedin, w metropolii Australii, Nowej Zelandii i Filipin Patriarchatu Antiocheńskiego. Najstarsza cerkiew w Nowej Zelandii.

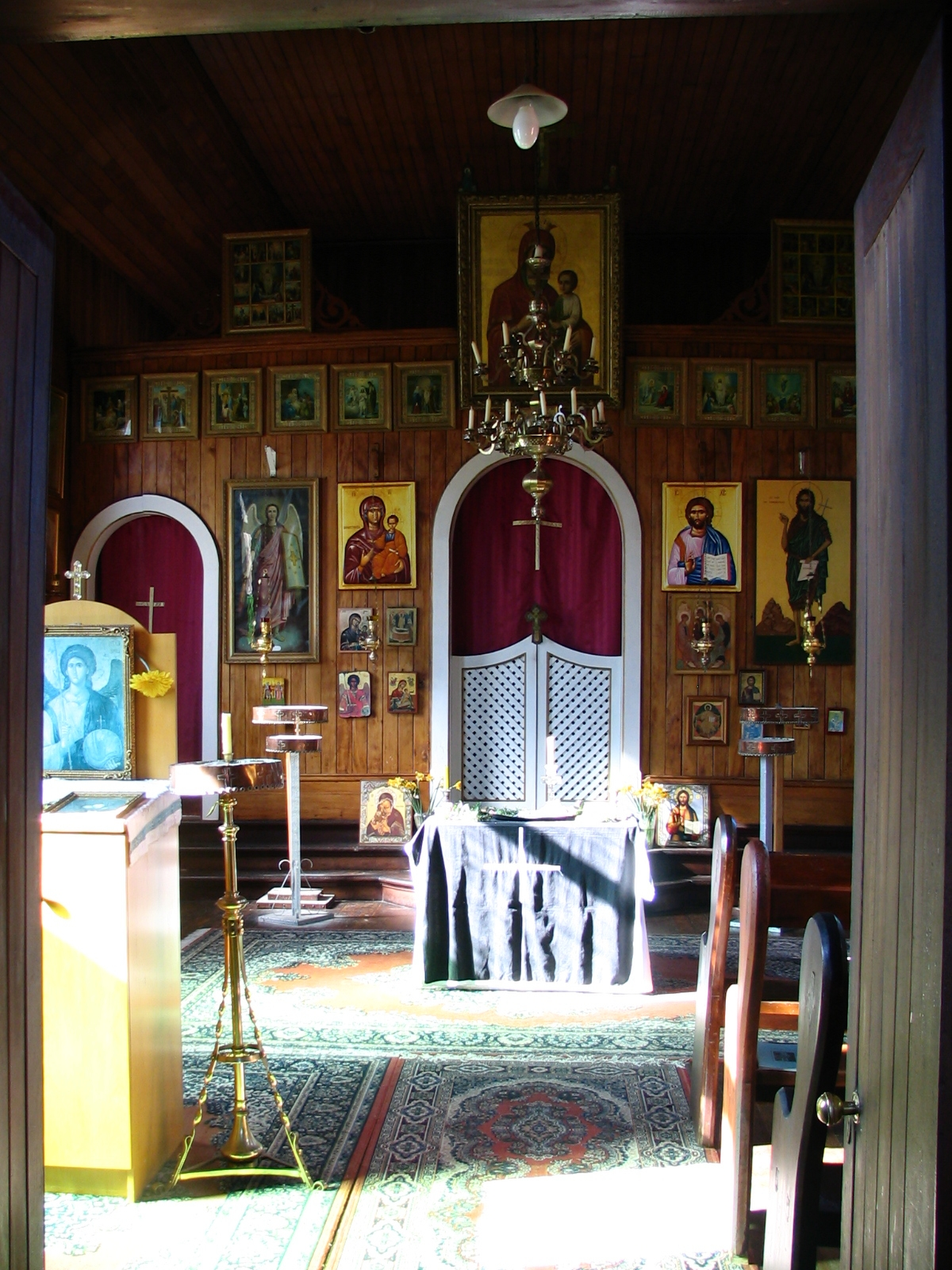
Wnętrze cerkwi

Świątynia mieści się przy ulicy Fingall 72.
Cerkiew wzniesiono na potrzeby parafii założonej ok. 1890 przez imigrantów z terenów dzisiejszej Syrii i Libanu. Budowa miała miejsce w latach 1910–1911, konsekracja – 14 stycznia 1911. Obiekt drewniany, wpisany do rejestru zabytków (Historic Place Category 2, No. 7341).